# Drosophila histrio (artgrupp)
Drosophila histrio är en artgrupp inom släktet Drosophila och undersläktet Drosophila. Artgruppen består av 16 arter.

## Arter inom artgruppen
- Drosophila auriculata
- Drosophila bifidiprocera
- Drosophila bimorpha
- Drosophila dominici
- Drosophila guptai
- Drosophila histrio
- Drosophila liae
- Drosophila mutica
- Drosophila pagoda
- Drosophila penniclubata
- Drosophila ramamensis
- Drosophila sattalensis
- Drosophila sternopleuralis
- Drosophila tetradentata
- Drosophila trisetosa
- Drosophila wauana